# یان تائوک
یان تائوک (چکی: Jan Tauc؛ زاده ۱۵ آوریل ۱۹۲۲ درگذشته ۲۸ دسامبر ۲۰۱۰) یک فیزیک‌دان اهل ایالات متحده آمریکا بود.
یکی از کشفیات مهم وی معادله‌ای در تخمین مقدار انرژی باندگپ نوری بوده که به معادله تائوک مشهور است.